# Fogadalmi oltár (Óbuda)
A Fogadalmi oltár (közismertebb nevén Szent Flórián-szoborcsoport) Budapest III. kerületében, a Flórián téren található szoboregyüttes, amelynek oltárszerű talapzatán három, a tűzvész, a döghalál és a földrengés ellen oltalmazó védőszent kőszobra látható.

## Története
1758-ban Óbuda földesura, Zichy Miklós gróf, a városban több ízben pusztító árvíz és tűzvész, valamint az emlékezetekben még elevenen élő 1738–40-es pestisjárvány miatt két védőszent szobrát rendelte meg udvari szobrászától, Bebo Károlytól. Az 1763-as komáromi földrengést követően az időközben megözvegyült Zichy Miklósné Berényi Erzsébet megfaragtatta harmadikként Néri Szent Fülöp szobrát a már elkészült, pestistől védő Borromei Szent Károly, valamint az árvíztől és tűzvésztől oltalmazó Szent Flórián szobra mellé. A földrengés elhárításáért hálából készített, Pest-Buda történetében egyedülálló harmadik szobrot is kastélyuk közelében, a Fő téren állították fel.
A különálló szobrokat 1819-ben egy oltárszerű talapzaton háromosztatú szoborcsoporttá építették egybe az akkori Csorda utca  – Erzsébet utca  – Tavasz utca – Új utca  – Föld utca találkozásánál kialakult tér közepén. A tér később a szoborcsoport legismertebb szentjéről kapta a Flórián nevet.
Az 1919-es magyar–román háború után a megszálló csapatok az alakokat erősen megrongálták, ezért 1928-ban restaurálták. Erre a célra a székesfőváros közgyűlése az 1755/1927 kgy. sz. határozatával 1928-ra 13 600 pengőt különített el. Tekintettel arra, hogy a vaskorláttal körbevett építmény a 20. század elején már erősen zavarta a forgalmat, ráadásul útjában volt a tervezett óbudai hídnak is, szinte folyamatosan napirenden volt lebontása és áthelyezése. A sajtóban több változatban is terjesztett hír miatt hitték később és lelhető fel több forrásban, hogy az 1928-ban elbontott fogadalmi oltárból csupán Flórián szobra került vissza a térre, de már egy másik helyre, s a rossz állapotban lévő többi alakot a Budapesti Történeti Múzeum raktárába szállították. Valójában a szoborcsoport mindvégig a helyén maradt, erről számos, az 1930-as, 1940-es években készült fénykép tanúskodik. 1937. szeptember 30-án egy elmebeteg (vagy annak vélt), önmagát egy újpogány szekta hívének valló óbudai cipészmester felmászott a szoboregyüttesre, s baltával leütötte a középen könnyen elérhető Borromei Szent Károly és a vele szemben térdeplő angyal fejét. A megcsonkított szobrok restaurálására Hűvös László szobrászt kérték fel. A szoborcsoportot 1949-ben az Árpád híd építésével kapcsolatos átépítések során bontották el végleg, és szállították be a Budapesti Történeti Múzeum kőtárába.
Az óbudai „Braunhaxler” Német Hagyományokat Ápoló Közhasznú Egyesület a Szentháromság fogadalmi emlékmű Szentlélek téri sikeres helyreállítása után, 2001-ben kezdeményezte a szoborcsoport ismételt felállítását. A helyi önkormányzat támogatásával a megmaradt szobordarabokat a Budapesti Történeti Múzeum engedélyével 2003-ban szállíttatták el a Kiscelli Múzeum Kőtárából. Restaurálásukat Fekete Attila okl. restaurátor, Kontur András szobrászművész, a középső rész rekonstrukcióját pedig Markolt György és felesége, M. Gémes Katalin szobrászművészek végezték. Borromei Szent Károly szobra annyira rossz állapotban volt, hogy teljesen újra kellett faragni.
Mivel a Fogadalmi oltárt eredeti helyére visszaállítani nem lehetett, a tér délkeleti oldalán (Pacsirtamező utca – Serfőző utca sarok), a református templom közelében, a gyalogos aluljáró hossztengelyével szembeni térségen helyezték el.

## Felépítése
Az 565 cm magas, sóskúti mészkőből készült barokk szoboregyüttes egy 350×110 cm-es alapterületű, három részes közös posztamensen nyugszik, melyet két oldalról egy-egy 75 cm-es díszes támasz vesz közre. A hármas tagolású oltár magassága 145 cm.  Bal oldalán, oszlopon emelkedik Szent Flórián szobra, középen Borromei Szent Károly térdepel egy kisded angyallal, a jobb oldali oszlopon pedig Néri Szent Fülöp látható. A szoborcsoportot 30 cm magas mészkő alapzatra épített, 50 cm-es öntött vaskorlát veszi körül.

### Szent Flórián szobra

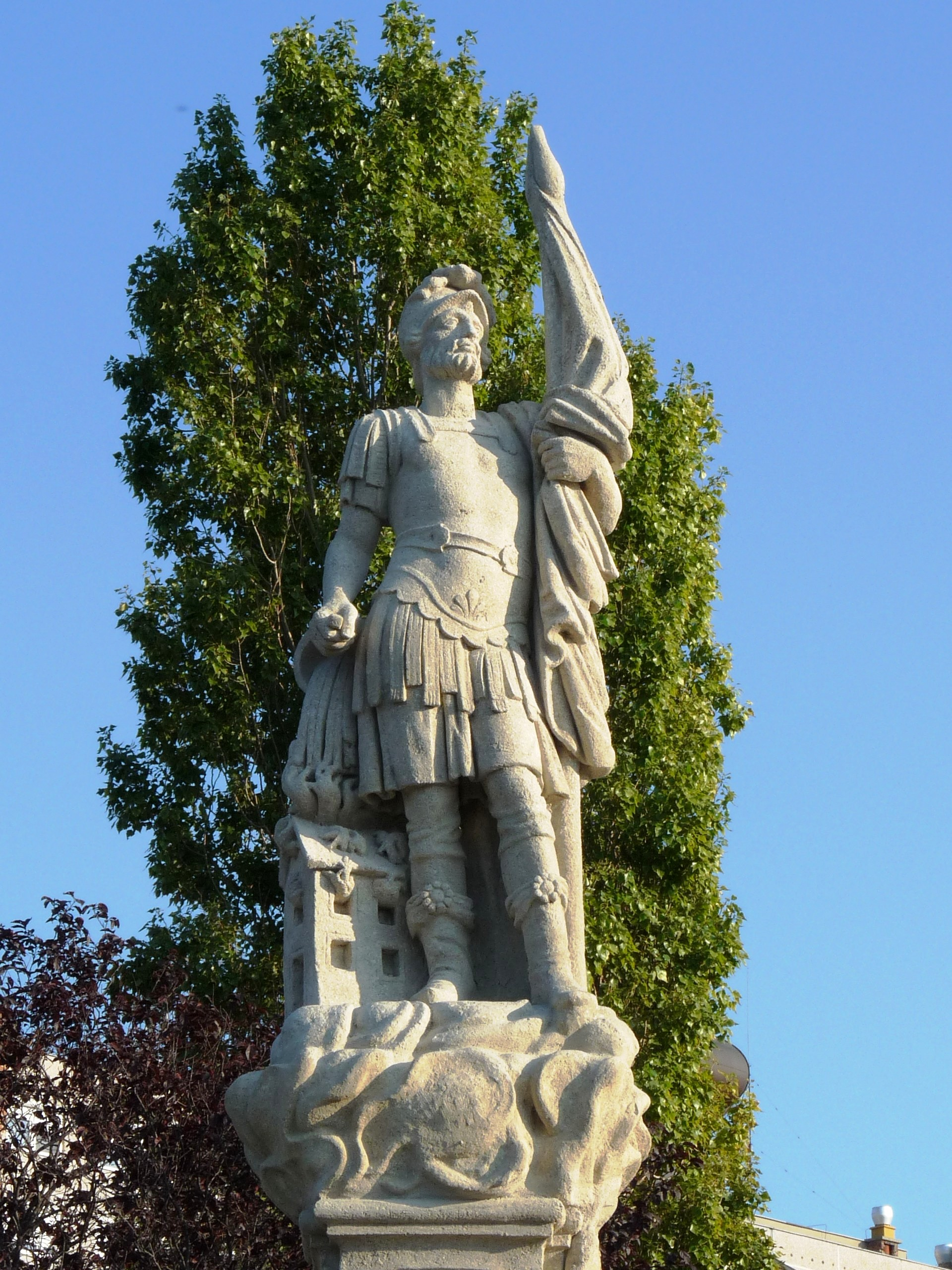
Szent Flórián szobra

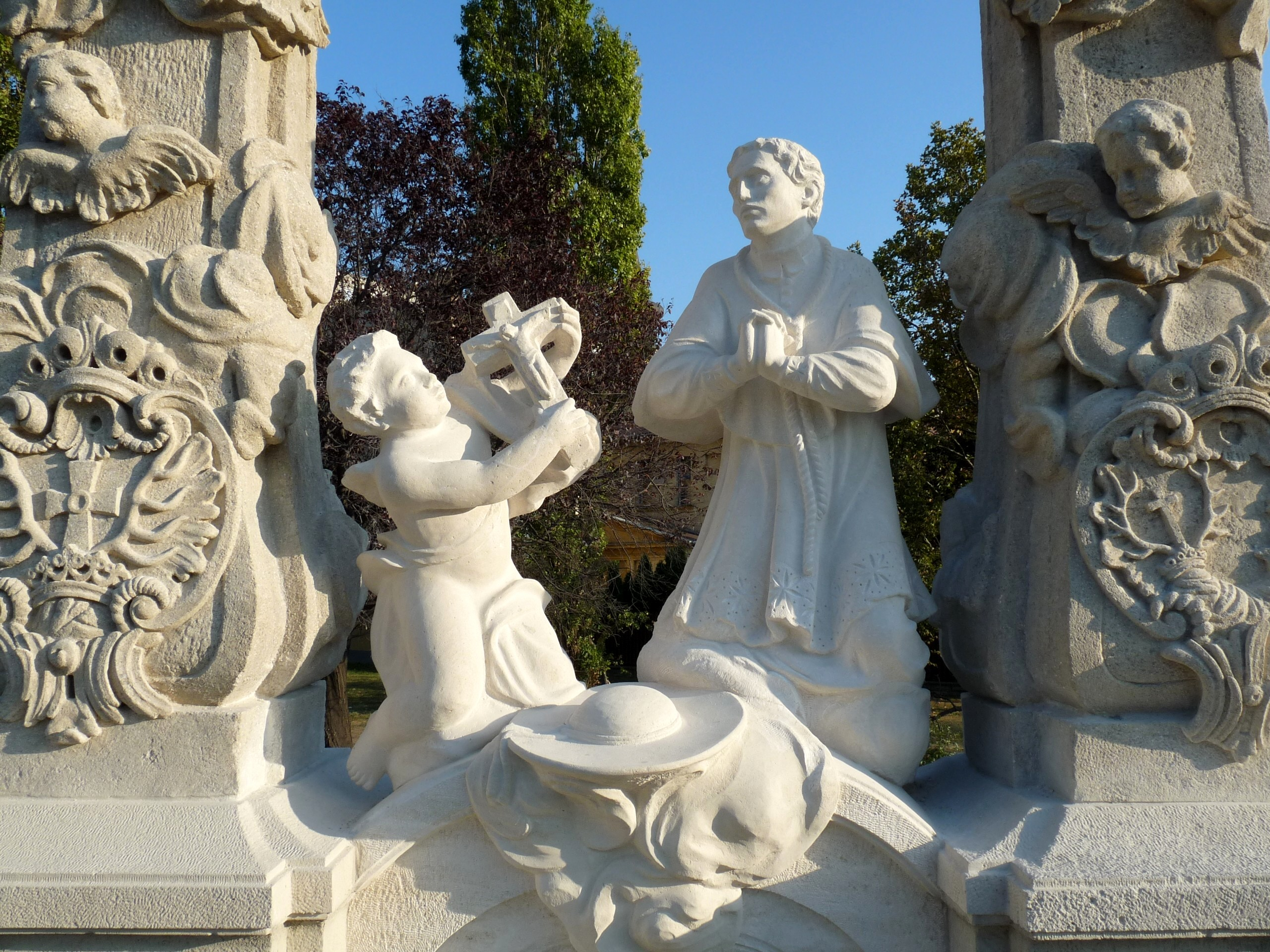
Borromei Szent Károly szobra

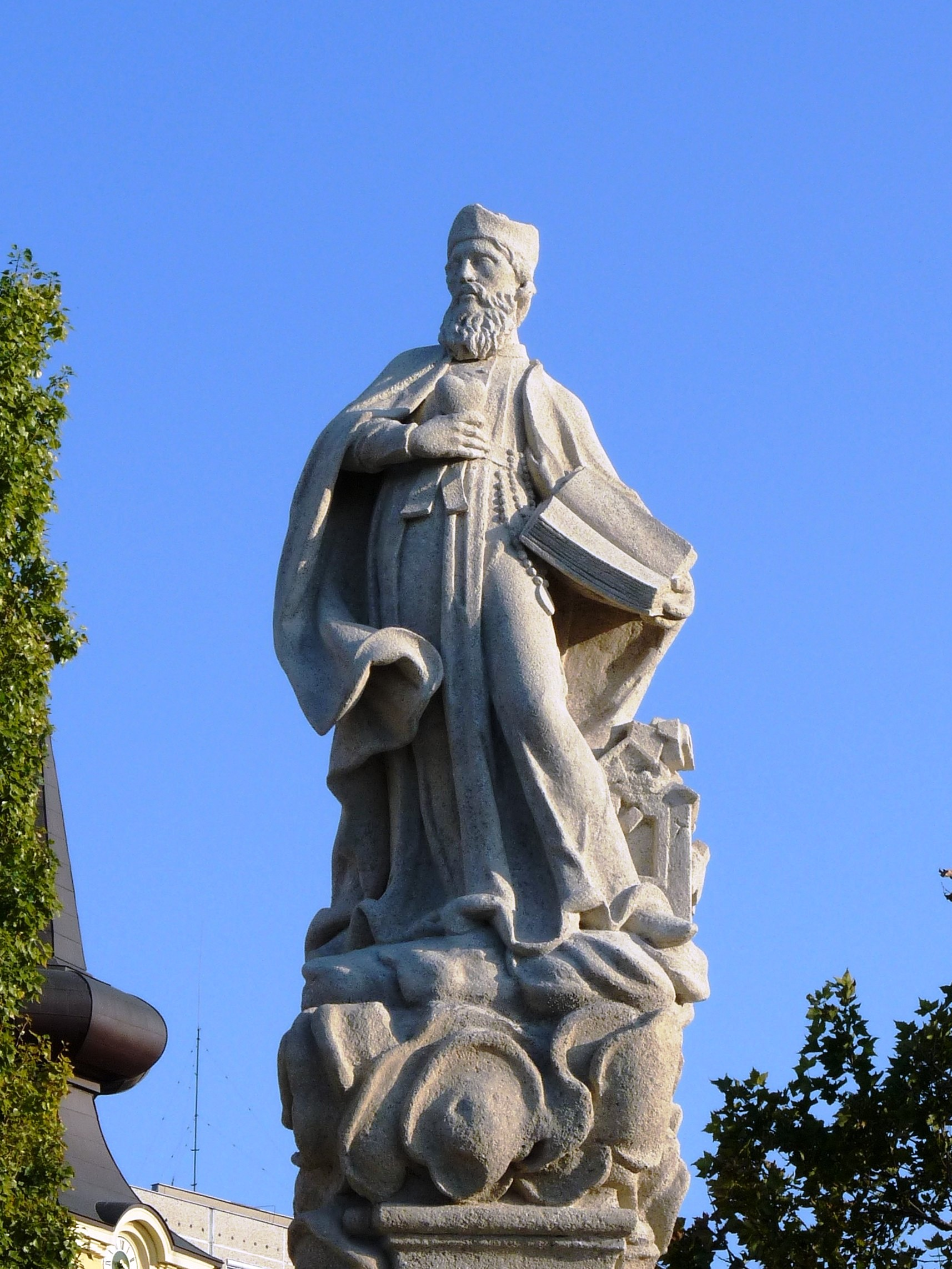
Néri Szent Fülöp szobra

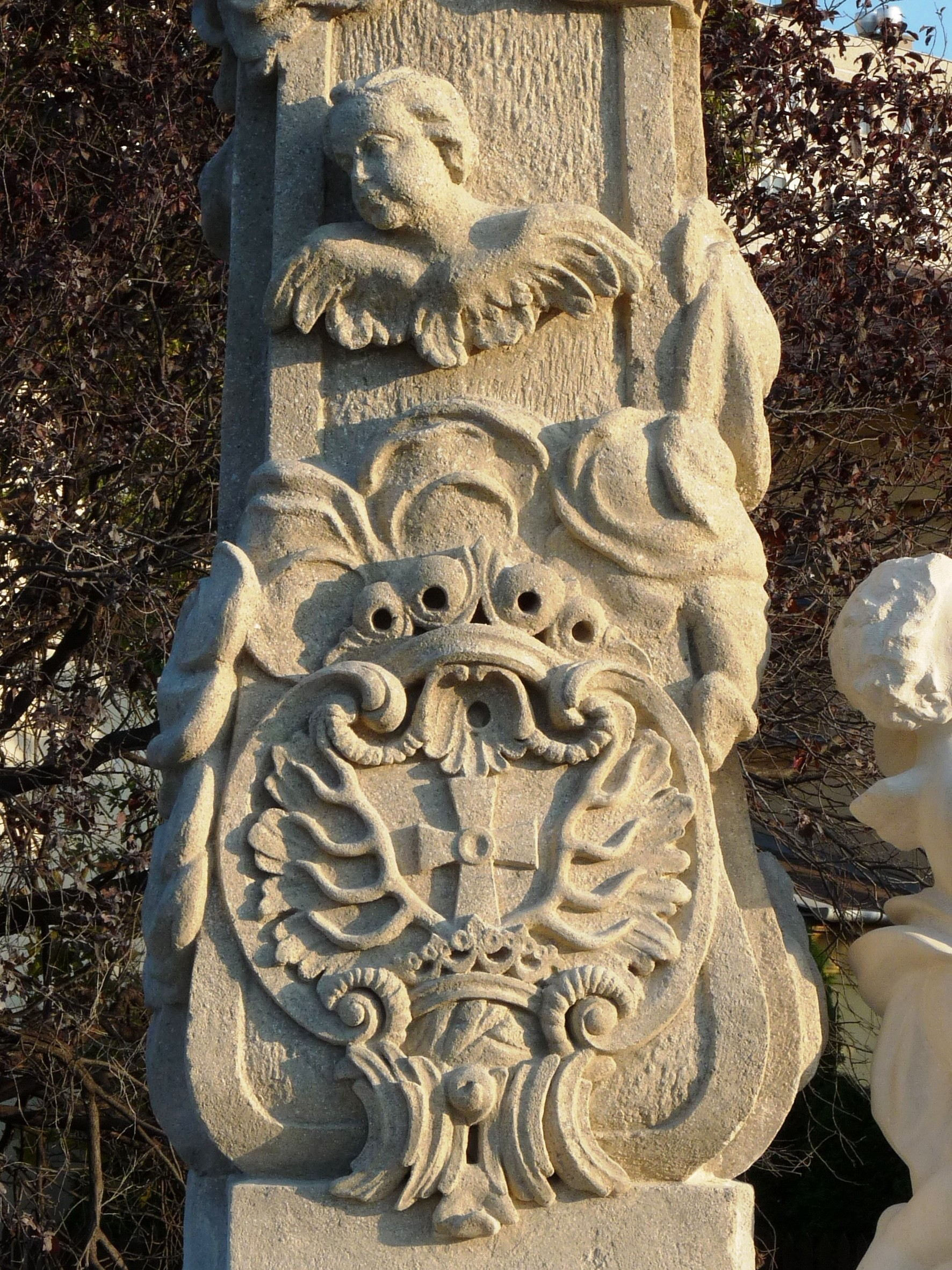
A Zichyek címere

A talapzat bal oldaláról 215 cm magas, 68×63 cm-es téglalap alapú, ívelt oldalú oszlop emelkedik; széles alsó részén a Zichy család domborművű címere látható, melyen ötágú grófi koronából kitűnő szarvasagancsok keresztet fognak körül. Az oszlop törzsét puttófejes felhők koszorúzzák. Tetején Szent Flórián áll, felhőben; magassága 205 cm. A bajuszos, szakállas alak római katonai ruhát visel, fején sisak. Tekintete enyhén balra, előre irányul, bal lábával kissé előre lép. Bal karjával feje fölé magasodó zászlót ölel át, melynek selyme részben a vállán nyugszik. Jobb kezével egy nyeles dézsából vizet önt attribútumára, a lába melletti, combközépig érő lángoló emeletes házra. Az oszlop alatti oltárrész közepén vörös gránit emléktábla, vésett, latin nyelvű fogadalom-felirattal. Készítésének és eredeti felállításának éve: 1758.
| Felirat | Átirata | Olvasata | Jelentése |
| ------- | --- | --- | --- |
|         | D. FLORIANO. M. / V. M. / QUOD MORIENS / C. NICOLAUS ZICHY / EXPLERE NEQUIVIT. / RELICTA VIDUA / C. ELISABETH BERENYI / EXOLVIT / CIϽIϽCCLIIX | D[ivo] Floriano M[artyri] / v[otum] m[erito], / quod moriens / c[omes] Nicolaus Zichy / explere nequivit, / relicta vidua, / c[omitissa] Elisabeth Berenyi / ex[s]olvit, / MDCCLVIII. | „Szent Flórián mártírnak a fogadalmat, mit Zichy Miklós gróf haldokolván már nem teljesíthetett, hátrahagyott özvegye, Berényi Erzsébet grófnő méltán teljesítette, 1758.” |

### Borromei Szent Károly szobra
A szoborcsoport közepén, a két oszlop között, fejmagasságban felhőn térdelő, kezét imára kulcsoló, szőrtelen arcú férfi papi öltözetet visel. Fedetlen fejét kicsit jobbra fordítja. Bíborosi kalapja a lábai előtt hever. Nyakában egy elöl csomóra kötött kötéldarab: a vezeklők kötele. Szemben vele egy ugyancsak térdeplő angyal tartja felé a keresztet. A kompozíció alapzatán középen Borromei Szent Károly másik attribútuma, a földi hívságokról való lemondást is jelentő halálfej látható; a halál egy „vásznat” feszít ki, latin nyelvű szöveggel. Rekonstruált mű. Eredeti készítésének és felállításának éve: 1758.
| Felirat | Átirata | Olvasata | Jelentése |
| ------- | --- | --- | --- |
|         | NVMINI IRATO / NE PESTE VOS FERIAT / DIVVS CAROLVS BOR / QVIS VIVENS / PRO PECCATIS. POPVLI / SE HOSTIAM OBTVLIT / NVNC COELICOLA / VT. SVPPLICET / ORATE VIVENTES | Numini irato, / ne peste vos feriat, / divus Carolus Bor[romaeus], / quis vivens / pro peccatis populi / se hostiam obtulit, / nunc coelicola, / ut supplicet, / orate viventes! | „A haragvó Istenhez, nehogy benneteket pestissel sújtson, szent Borromeo Károly, aki már életében a nép bűneiért magát áldozatul adta, hogy most égilakóként könyörögjön, imádkozzatok, élők!” |

### Néri Szent Fülöp szobra
A talapzat jobb oldaláról 215 cm magas, 68×63 cm-es téglalap alapú, ívelt oldalú oszlop emelkedik; széles alsó részén a Zichy család szarvasagancsos-keresztes és a Berényiek mókusmotívumos domborművű kettős címerével. Az oszlop törzsét puttófejes felhők koszorúzzák, tetején Néri Szent Fülöp szobra áll, felhőben; magassága 165 cm. Papi ruhát visel, vállán köpeny, fején birétum. Melléhez szorított jobb kezében lángoló szívet tart, szeretetének szimbólumát. Bal kezében nyitott könyvet tart, amely bizonyára az általa alapított, Budán és Óbudán elterjedt Szentháromság Testvérület (Confraternitas Sanctissimae Trinitatis) társulati könyve. Bal lába mellett egy roskatag ház, amely földrengéstől védő szerepére mutat. Az oszlop alatti oltárrész közepén vörös gránit emléktábla, vésett, latin nyelvű fogadalom-felirattal. Készítésének és eredeti felállításának éve: 1763.
| Felirat | Átirata | Olvasata | Jelentése |
| ------- | --- | --- | --- |
|         | D. O. M. / IN MEMORIAM / D. PHILIPPI NEREI / OB SE SVVMQVE POPVLVM / VETERO BVDENSEM / MDCCLXIII. / A TERRAE MOTV SERVATVM / VLTROQUE SERVANDVM / EADEM VIDVA C. ZICHY / HOC ANNO PIE POSVIT | D[eo] O[ptimo] M[aximo] / in memoriam / D[ivo] Philippi Nerei / ob se suumque populum / Vetero-Budensem / MDCCLXIII. / a terrae motu servatum / ultroque servandum / eadem vidua c[omitissa] Zichy / hoc anno pie posuit. | „A jóságos és magasságos Istennek Néri Szent Fülöp emlékére állíttatta kegyelettel ebben az esztendőben ugyancsak özvegy Zichy grófné, mert magát és Óbuda népét az 1763. évi földrengéstől megvédte, és hogy attól továbbra is megoltalmazza.” |